# Breuil-le-Vert
Breuil-le-Vert [bʁœj lə vɛʁ] ist eine französische Gemeinde mit 3.150 Einwohnern (Stand: 1. Januar 2022) im Département Oise in der Region Hauts-de-France. Sie gehört zum Arrondissement Clermont, zum Kanton Clermont und zur Communauté de communes du Clermontois. Die Einwohner werden Brétuveliers genannt. 

## Geographie
Die Gemeinde Breuil-le-Vert liegt etwa zwölf Kilometer nördlich von Creil im Tal der Brèche. Umgeben wird Breuil-le-Vert von den Nachbargemeinden Clermont im Nordwesten und Norden, Breuil-le-Sec im Nordosten und Osten, Bailleval im Südosten, Rantigny im Süden sowie Neuilly-sous-Clermont im Südwesten und Westen.
Zur Gemeinde gehören die Ortschaften Brieul-le-Vert, Cannettecourt, Giencourt und Rotheleux.
Durch die Gemeinde führt die frühere Route nationale 16 (heutige D1016).

## Bevölkerungsentwicklung
| Jahr                       | 1962 | 1968 | 1975 | 1982 | 1990 | 1999 | 2010 | 2021 |
| -------------------------- | ---- | ---- | ---- | ---- | ---- | ---- | ---- | ---- |
| Einwohner                  | 960  | 1106 | 1486 | 2127 | 2785 | 2819 | 2867 | 3139 |
| Quellen: Cassini und INSEE |      |      |      |      |      |      |      |      |

## Sehenswürdigkeiten
- Kirche Saint-Martin, erbaut und umgebaut im 10. bis 12. Jahrhundert, seit 1921 Monument historique
- Gutshof der Priorei, nahe der Kirche Saint-Martin, wieder errichtet im 16. Jahrhundert, Columbarium im 11. Jahrhundert
- Brücke, genannt Ponts des Fascines, wohl erbaut durch die Römer während des Gallienfeldzugs Caesars, Monument historique seit 1936
- Wassermühlen
- Herrenhaus La Vicomté aus dem 18. Jahrhundert
- Schloss La Tache mit Garten und Taubenschlag aus dem 19. Jahrhundert, Kapelle Le Tertre aus dem 13. Jahrhundert
- Wallburg
- Altes Schloss von Rotheleux aus dem 18. Jahrhundert
- Zahlreiche Calvaire

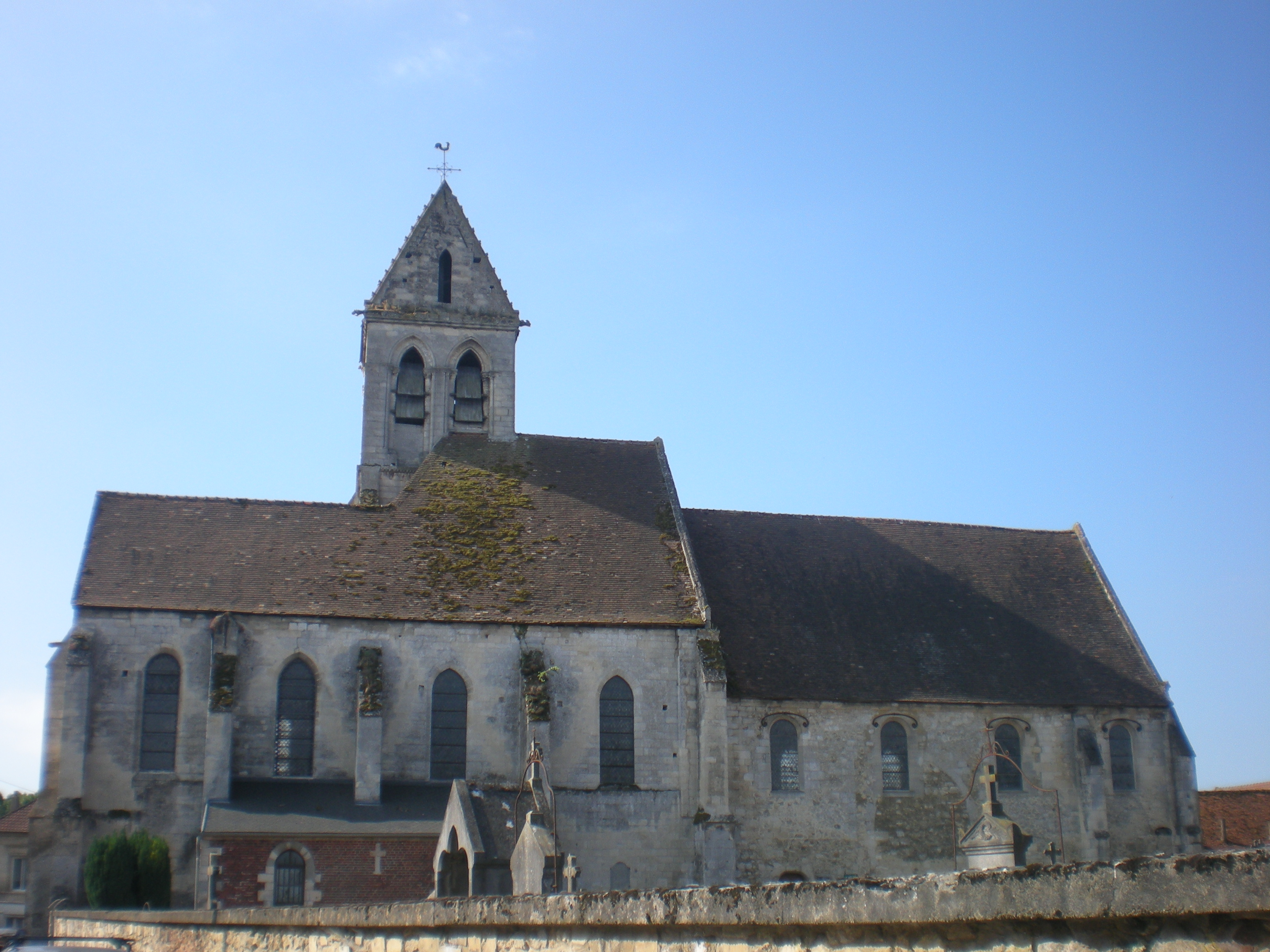
Kirche Saint-Martin
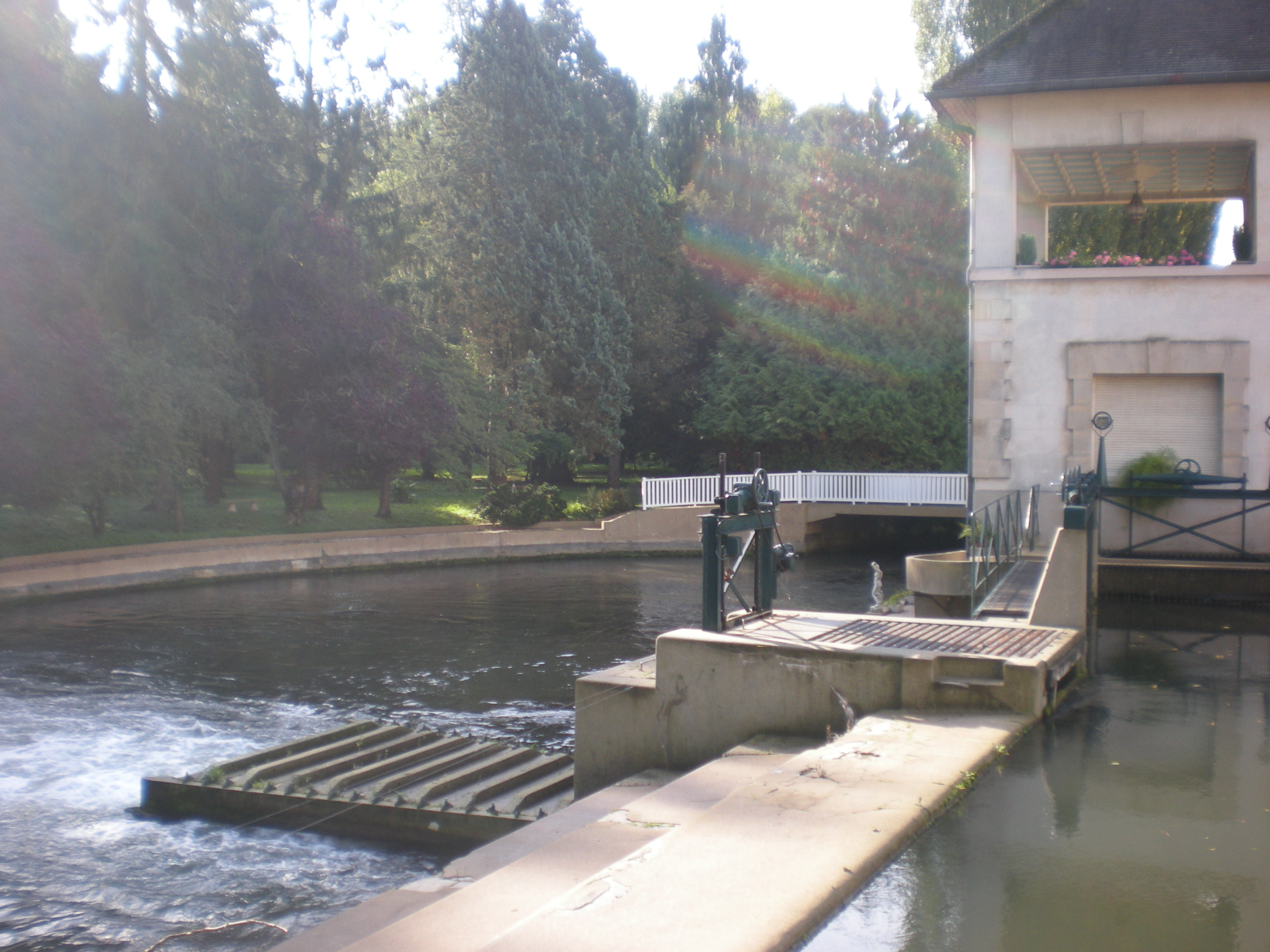
Wassermühle
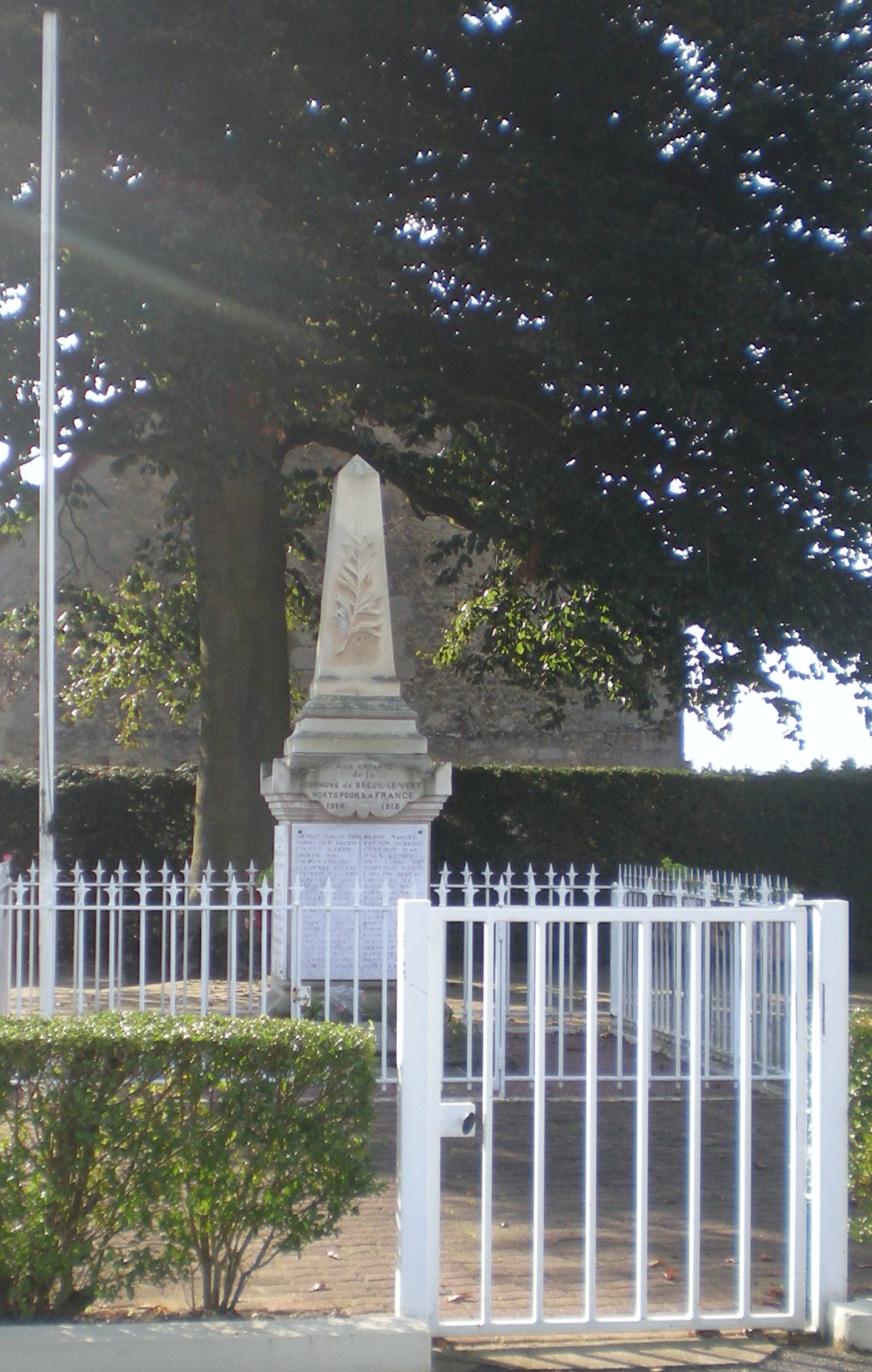
Gefallenendenkmal